# مدیربرنامه ورزشی
مدیربرنامه ورزشی (به انگلیسی: Sports agent) (که در ایران با نام دلال ورزشی نیز شناخته می‌شود) نماینده یک ورزشکار برای مذاکره و تأیید قرار داد با باشگاه‌ها و کمپانیها است. وی مسئول ایجاد ارتباط میان ورزشکار با صاحبان تیم‌ها، مدیران، مربیان و افراد دیگر است علاوه بر این بهترین منابع مالی را برای ورزشکار پیدا می‌کند و درصدی از مبالغ قراردادها را از ورزشکار دریافت می‌کند.